# Sun Dong
Sun Dong (Dalian, 3 de enero de 1992) es un ex-futbolista chino que jugaba en la demarcación de centrocampista.

## Biografía
Tras formarse en las filas inferiores del Shandong Taishan FC, finalmente en 2013 subió al primer equipo, haciendo su debut el 22 de mayo de 2013 contra el Shijiazhuang Gongfu FC en la Copa de China de fútbol. Al finalizar la temporada dejó el club, y tras un breve paso por el Shandong Tengding FC, se marchó traspasado al Jiangxi Lushan FC.

## Clubes
| Club                 | País  | Año       | Partidos | Goles |
| -------------------- | ----- | --------- | -------- | ----- |
| Shandong Taishan FC  | China | 2013      | 1        | 0     |
| Shandong Tengding FC | China | 2014      | 0        | 0     |
| Jiangxi Lushan FC    | China | 2016-2022 | 128      | 12    |